# Eidosmedia
EidosMedia är en internationell koncern som utvecklar mjukvara för nyhets- och mediasektorn och för den finansiella sektorn. Företaget grundades 1999 och har sitt huvudkontor i Milano med filialer i London, Paris, Frankfurt, New York, Sydney och São Paulo.
EidosMedias flaggskeppsprodukt är Méthode, ett Content Management System för publicering av multimedia. Méthode är baserat på XML (extensible markup language) och har utvecklats utifrån strategin "digitalt först". Den möjliggör simultanpublicering av nyhetsinnehåll till flera publikationskanaler såsom webb, tryck och mobila enheter (t.ex. smarttelefoner och surfplattor).

## Historia
EidosMedia grundades 1999 med målet att möjliggöra för tidningsutgivare att möta den utmaning som Internet utgjorde.
Den strategi som de flesta tillverkare av system för nyhetspublicering antog var att lägga till en funktion för webbpublicering till ett existerande trycksystem. EidosMedia förkastade denna "arvstrategi" och skapade i stället ett Content Management System, baserat på framväxande internetteknik som t.ex. XML och CSS. I dessa typer av system utvecklas artiklar i ett neutralt digitalt format innan de skickas iväg för publicering i både digitala och traditionella kanaler.
Den första publikationskanalen som EidosMedia tog sig an var webben, som följdes av tryck och mobil – och de styrdes alla med hjälp av webbteknik. Denna teknik tillät automatisering av många av de steg som är nödvändiga för att förbereda artiklar för publicering i tryck och i digitalt format. Detta minskar kostnaderna för "flerkanalspublicering" och gör det potentiellt mer lönsamt.
Den första internationella utgivare som valde EidosMedias system för att skapa innehåll för både sina webb- och tryckutgåvor under år 2002 var Financial Times i London.

## Nuvarande kunder
Bland nuvarande kunder finns  The Wall Street Journal, The Washington Post, The Boston Globe, The Financial Times, The Times, The Sun , Le Figaro och Le Monde.